# Blockhus

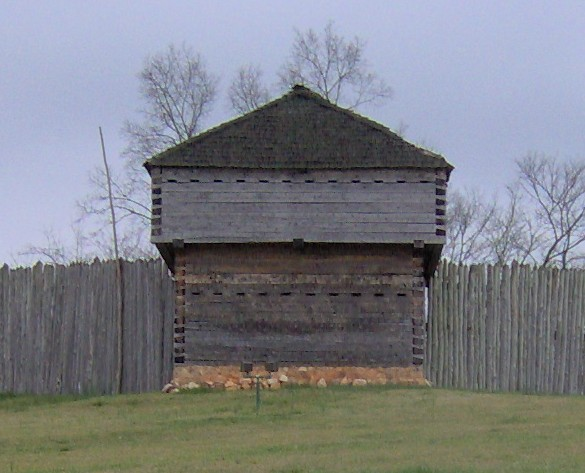
Blockhus i Fort Southwest Point, Tennessee.

Ett blockhus är en byggnad av timmer och sten, inrättad för försvarsändamål. Det har antingen rektangulär form eller korsform eller också in- och utgående (helst räta) vinklar.
Blockhus var täckta byggnader av sten eller trä, försedda med skottgluggar. De brukade anläggas för att användas till den så kallade "betäckta vägen" i fästningar, för att tjäna som slutvärn i förskansningar eller som självständiga verk på strategiska punkter. De kunde också användas som vakthus för vinterposteringar. Taket utgjordes av starka bjälkar, timmer eller järnvägsskenor samt faskiner och jordfyllning, väggarna byggdes mestadels av liggande timmer med hophuggna knutar eller av pålverk (stående timmer). För att minska den fientliga eldens verkan på blockhus försåg man dem ofta med en omgivande grav, från vilken jorden kastades upp mot väggarna. Utanför ingångarna gjordes rymliga tamburer och pålverk, från vilka den egna styrkans återtåg till blockhuset kunde skyddas och blockhusväggarna försvaras från sidan. 

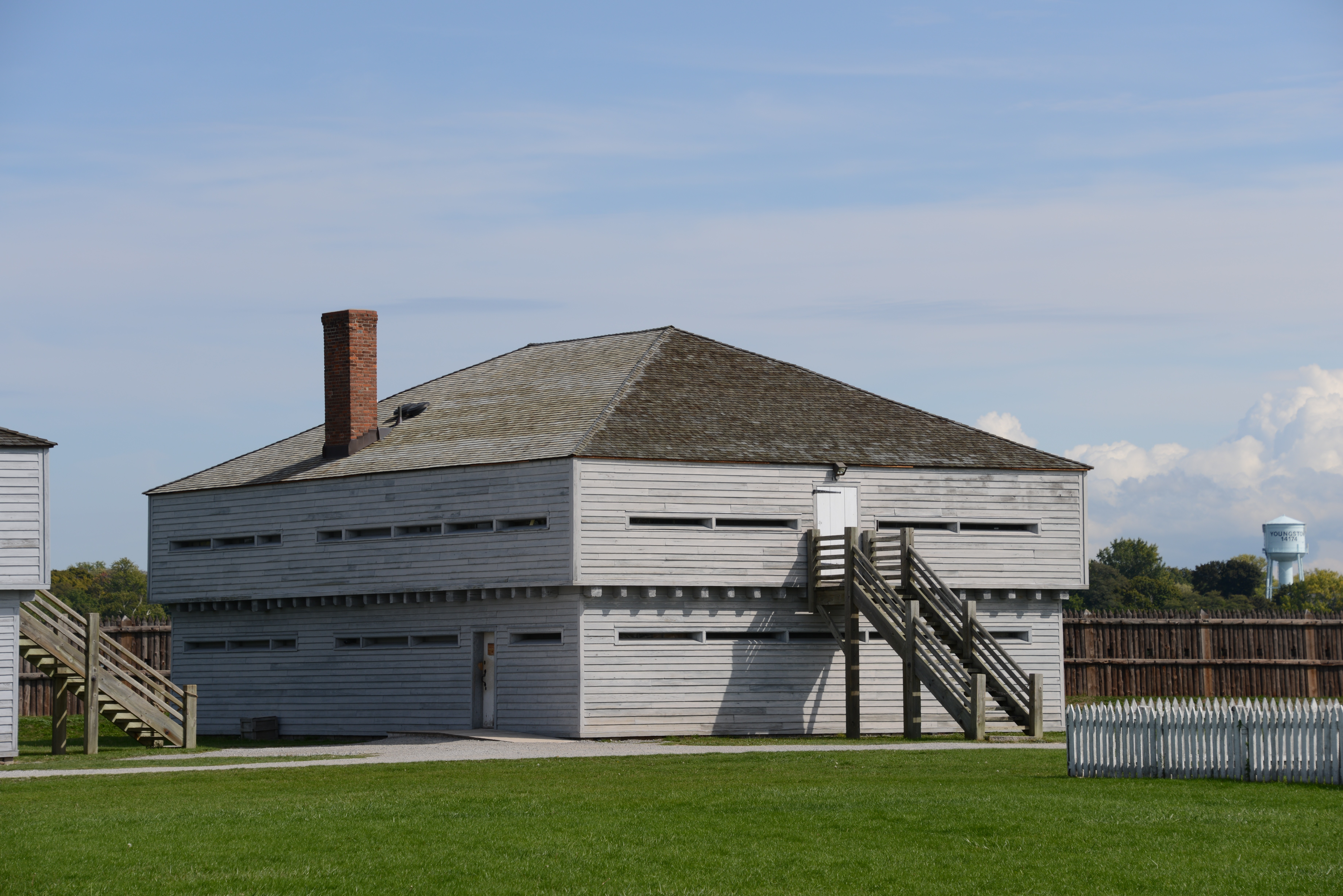
Blockhus 3 i Fort George, Niagara-on-the-Lake, Kanada.

Då blockhus anlades som självständiga vakthus, utformades det mera omsorgsfullt och avdelades i flera rum för att inrymma alla under sådana förhållanden nödvändiga förråd. Med tiden tappade blockhusen sin betydelse, timmerväggar motstod inte längre gevärselden. De användes därefter endast, där de inte var utsatta för artillerield, och väggarna, i vilka skottgluggar utsparas, gjordes av på stolpar spikade plankor med mellanfyllning av sten eller dylikt, eller av dubbla timmerväggar med mellanliggande 0,7 meter tjock jordfyllning; taket gjordes av timmer med brädbeklädnad och därovanpå jordtäckning. Planutstakningen var vanligen rektangulär.
På Blockhusudden i Stockholm låg på 1500-talet en sådan byggnad för att spärra inloppet till huvudstaden .

## Lord Kitcheners blockhussystem

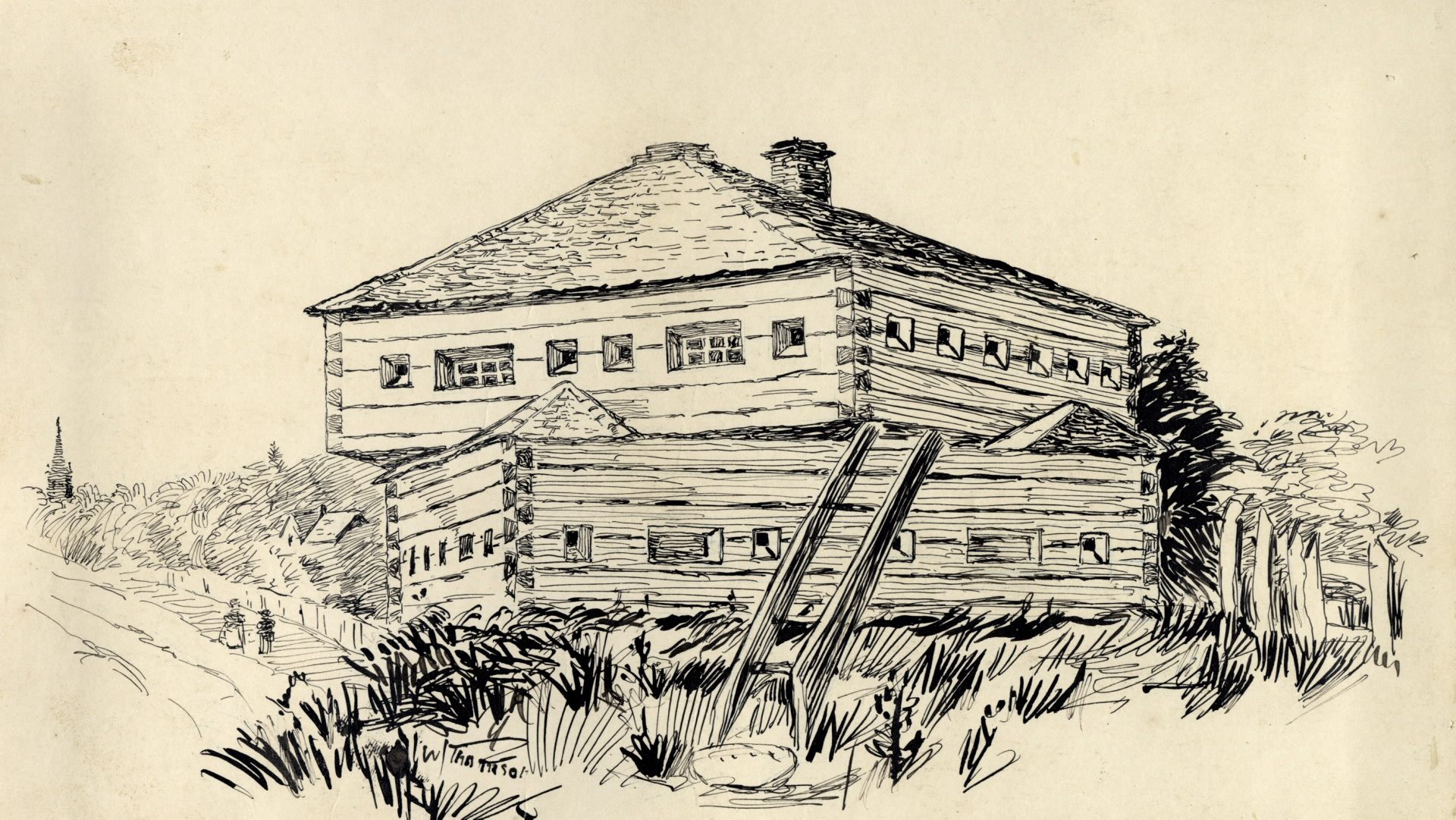
Sherbourne blockhouse i Toronto i mitten på 1800-talet.

Sedan lord Kitchener övertagit högsta befälet under sydafrikanska kriget började blockhus användas i stor skala. De byggdes längs järnvägarna, för att skydda dessa viktiga förbindelselinjer. Blockhuslinjenät bildades så småningom över allt större områden och underlättande engelsmännens krigföring genom att försvåra boernas rörelser. Kitcheners "blockhussystem" nådde slutligen en oerhörd utveckling: linjernas sammanlagda längd uppgick till flera hundra engelska mil. De fyr- eller sexkantiga blockhusen var uppförda av 15 cm från varandra ställda dubbla lager korrugerad plåt, och mellanrummet fylldes med småsten eller grus. Väggarna, i vilka nödigt antal skottgluggar fanns, omgavs av taggtrådsnät och ofta även av en mur. Besättningen utgjordes av 7–15 man. Blockhusen lades till en början med ett mellanrum av 2700 meter, sedan förkortades avstånden till endast 600 meter. Mellan dem installerades taggtrådshinder.
Amerikas nybyggare hade förr i närheten av sina boningar så kallade "blockhus", av trädstammar hoptimrade hus, vilka tjänade som försvarsverk under indianernas anfall.

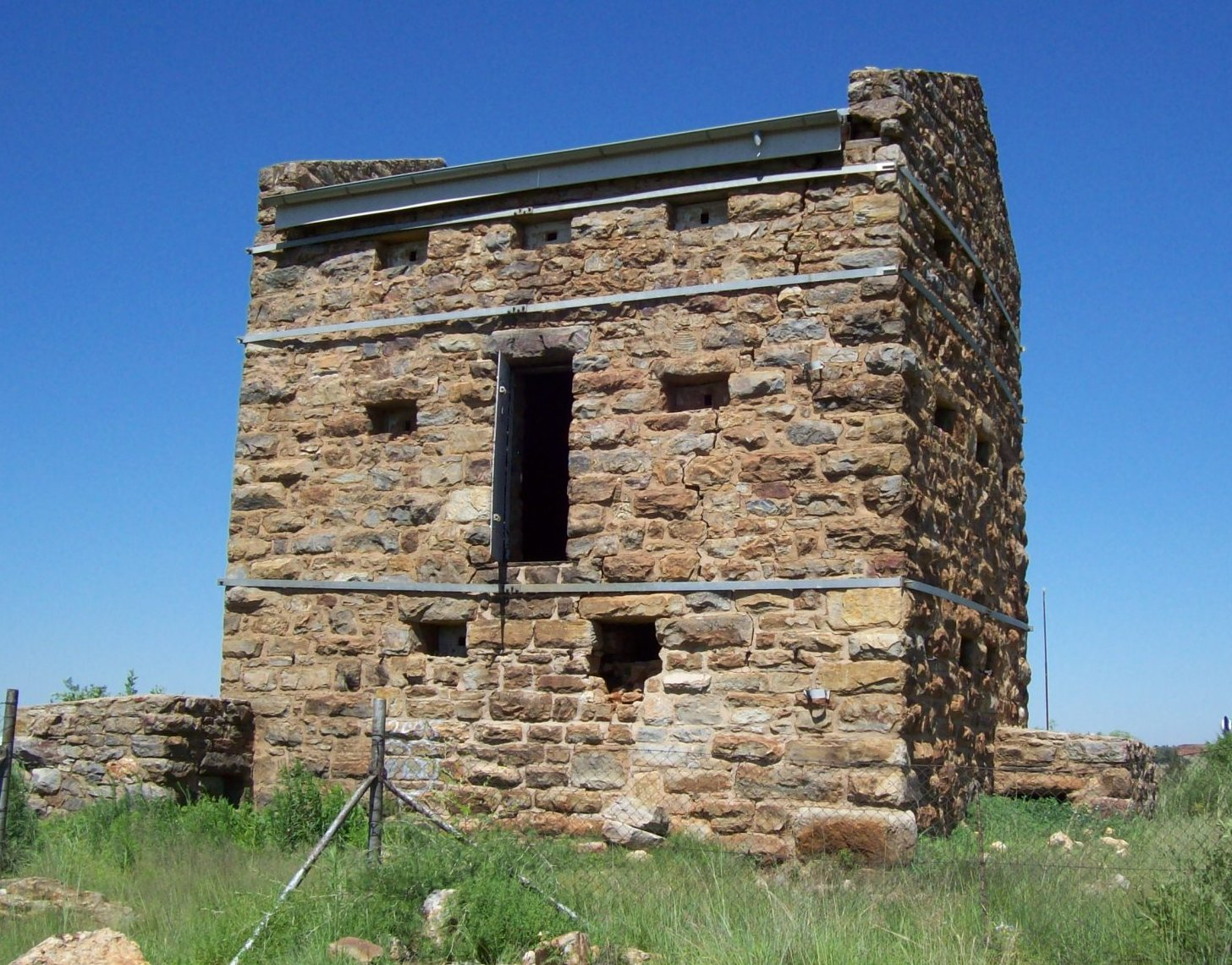
Witkop blockhouse i Sydafrika.

Blockhus används även (oriktigt) som generell benämning på knuttimrade timmerhus.